# Бабино (Фурмановский район)
Бабино — деревня в Фурмановском районе Ивановской области России. Входит в состав Панинского сельского поселения.

## География
Деревня расположена в северной части Ивановской области, в зоне хвойно-широколиственных лесов, в пределах относительно возвышенной части Волжско-Клязьменского междуречья, при автодороге 24Н-179, на расстоянии примерно 5 километров (по прямой) к северу от города Фурманова, административного центра района. Абсолютная высота — 141 метр над уровнем моря.

### Климат
Климат характеризуется как умеренно континентальный, с умеренно холодной многоснежной зимой и тёплым летом. Среднегодовая температура воздуха — 2,7 °C. Средняя температура воздуха самого холодного месяца (января) — −11,8 °C (абсолютный минимум — −47 °C); самого тёплого месяца (июля) — 17,4 °C (абсолютный максимум — 37 °C). Период активной вегетации растений (со среднесуточный температурой более 10 °C) длится около 130 дней. Годовое количество атмосферных осадков составляет 550 мм, из которых большая часть выпадает в тёплый период. Снежный покров держится в течение 155 дней.

### Часовой пояс
Деревня Бабино, как и вся Ивановская область, находится в часовой зоне МСК (московское время). Смещение применяемого времени относительно UTC составляет +3:00.

## Население
| 2010 |
| ---- |
| 48   |

### Национальный состав
Согласно результатам переписи 2002 года, в национальной структуре населения русские составляли 83 % из 70 чел.